# Iwaptyelus ogasawarai
Iwaptyelus ogasawarai är en insektsart som först beskrevs av Matsumura 1940.  Iwaptyelus ogasawarai ingår i släktet Iwaptyelus och familjen spottstritar. Inga underarter finns listade i Catalogue of Life.